# Stijn De Smet
Stijn Camiel De Smet (Bruges, 27 marzo 1985) è un ex calciatore belga, di ruolo attaccante.

## Caratteristiche tecniche
Viene solitamente schierato come attaccante o come trequartista.

## Carriera

### Club
De Smet viene scoperto dal Cercle Bruges (così come dai rivali cittadini del Club Bruges) quando, all'età di 12 anni, giocava nella squadra del KSV Jabbeke.
Nella stagione 2004-2005, conquista il posto da titolare, dopo che nella precedente aveva giocato 6 volte in totale. Nelle stagioni successive comincia ad essere considerato l'erede di Thomas Buffel.
Nel dicembre 2006 viene chiamato per un provino con i Blackburn Rovers, squadra della FA Premier League; a causa di un infortunio patito contro l'Anderlecht è costretto in seguito a rinunciarvi.
Il 17 luglio 2009 ha firmato un contratto quinquennale con il Gent. Ha debuttato il 2 agosto 2009 proprio contro la sua ex squadra ed ha siglato il gol del momentaneo 2-1 (partita poi vinta dal Gent per 3-1).
Dopo due stagioni, nel luglio 2011 viene ceduto a titolo temporaneo al Westerlo, con cui colleziona 18 presenze. Tornato al Gent, viene confermato, giocando sette gare. Nel gennaio 2013 viene ceduto, sempre in prestito, al Waasland-Beveren. Tornato dal prestito, viene ceduto a titolo definitivo al Kortrijk.

### Nazionale
Dal 2004 entra nel giro della Nazionale belga Under-21, guadagnandosi anche qualificazione e convocazione al torneo calcistico dei Giochi olimpici di Pechino 2008.
Viene chiamato per la prima volta dalla Nazionale maggiore per un'amichevole non ufficiale contro lo Standard Liegi: Stijn gioca gli ultimi 10 minuti di quella gara. Viene convocato per la seconda volta in occasione dell'amichevole contro il Marocco: gioca così da titolare la sua prima vera partita con i diavoli rossi, disputando solo il primo tempo, prima di essere sostituito da Marouane Fellaini.

## Statistiche

### Presenze e reti nei club
Statistiche aggiornate al 26 agosto 2018.
| Stagione             | Squadra              | Campionato           | Campionato | Campionato | Coppe nazionali | Coppe nazionali | Coppe nazionali | Coppe continentali | Coppe continentali | Coppe continentali | Altre Coppe | Altre Coppe | Altre Coppe | Totale | Totale |
| Stagione             | Squadra              | Comp                 | Pres       | Reti       | Comp            | Pres            | Reti            | Comp               | Pres               | Reti               | Comp        | Pres        | Reti        | Pres   | Reti   |
| -------------------- | -------------------- | -------------------- | ---------- | ---------- | --------------- | --------------- | --------------- | ------------------ | ------------------ | ------------------ | ----------- | ----------- | ----------- | ------ | ------ |
| 2003-2004            | Cercle Bruges        | I                    | 5          | 0          | CB              | ?               | ?               | -                  | -                  | -                  | -           | -           | -           | 5      | 0      |
| 2004-2005            | Cercle Bruges        | I                    | 27         | 4          | CB              | 1               | 0               | -                  | -                  | -                  | -           | -           | -           | 28     | 4      |
| 2005-2006            | Cercle Bruges        | I                    | 29         | 7          | CB              | 1               | 0               | -                  | -                  | -                  | -           | -           | -           | 30     | 7      |
| 2006-2007            | Cercle Bruges        | I                    | 26         | 4          | CB              | 1               | 0               | -                  | -                  | -                  | -           | -           | -           | 27     | 4      |
| 2007-2008            | Cercle Bruges        | I                    | 33         | 10         | CB              | 3               | 0               | -                  | -                  | -                  | -           | -           | -           | 36     | 10     |
| 2008-2009            | Cercle Bruges        | PL                   | 31         | 7          | CB              | 6               | 3               | -                  | -                  | -                  | -           | -           | -           | 37     | 10     |
| Totale Cercle Bruges | Totale Cercle Bruges | Totale Cercle Bruges | 151        | 30         |                 | 12              | 3               | -                  | -                  | -                  | -           | -           | -           | 163+   | 33+    |
| 2009-2010            | Gent                 | PL                   | 14         | 3          | CB              | 3               | 0               | UEL                | 1                  | 0                  | -           | -           | -           | 18     | 3      |
| 2010-2011            | Gent                 | PL                   | 29         | 4          | CB              | 5               | 1               | UCL+UEL            | 1+4                | 0+1                | SB          | 1           | 0           | 40     | 6      |
| 2011-2012            | Westerlo             | PL                   | 18         | 0          | CB              | 1               | 0               | -                  | -                  | -                  | -           | -           | -           | 19     | 0      |
| lug.-dic. 2012       | Gent                 | PL                   | 7          | 0          | CB              | 2               | 0               | -                  | -                  | -                  | -           | -           | -           | 9      | 0      |
| Totale Gent          | Totale Gent          | Totale Gent          | 50         | 7          |                 | 10              | 1               |                    | 6                  | 1                  |             | 1           | 0           | 58     | 9      |
| gen.-giu. 2013       | Waasland-Beveren     | PL                   | 13         | 4          | CB              | 0               | 0               | -                  | -                  | -                  | -           | -           | -           | 13     | 4      |
| 2013-2014            | Kortrijk             | PL                   | 29         | 12         | CB              | 4               | 0               | -                  | -                  | -                  | -           | -           | -           | 33     | 12     |
| 2014-2015            | Kortrijk             | PL                   | 26         | 5          | CB              | 1               | 0               | -                  | -                  | -                  | -           | -           | -           | 27     | 5      |
| 2015-2016            | Kortrijk             | PL                   | 28         | 4          | CB              | 3               | 2               | -                  | -                  | -                  | -           | -           | -           | 31     | 6      |
| 2016-2017            | Kortrijk             | PL                   | 25         | 4          | CB              | 0               | 0               | -                  | -                  | -                  | -           | -           | -           | 25     | 4      |
| 2017-2018            | Kortrijk             | PL                   | 32         | 0          | CB              | 4               | 0               | -                  | -                  | -                  | -           | -           | -           | 36     | 0      |
| Totale Kortrijk      | Totale Kortrijk      | Totale Kortrijk      | 140        | 25         |                 | 12              | 2               | -                  | -                  | -                  | -           | -           | -           | 152    | 27     |
| 2018-2019            | Roeselare            | TK                   | 3          | 0          | CB              | 0               | 0               | -                  | -                  | -                  | -           | -           | -           | 3      | 0      |
| Totale carriera      | Totale carriera      | Totale carriera      | 435        | 83         |                 | 45              | 6               |                    | 6                  | 1                  |             | -           | -           | 487    | 90     |

### Cronologia presenze e reti in nazionale
| Cronologia completa delle presenze e delle reti in nazionale ― Belgio | Cronologia completa delle presenze e delle reti in nazionale ― Belgio | Cronologia completa delle presenze e delle reti in nazionale ― Belgio | Cronologia completa delle presenze e delle reti in nazionale ― Belgio | Cronologia completa delle presenze e delle reti in nazionale ― Belgio | Cronologia completa delle presenze e delle reti in nazionale ― Belgio | Cronologia completa delle presenze e delle reti in nazionale ― Belgio | Cronologia completa delle presenze e delle reti in nazionale ― Belgio |
| Data                                                                  | Città                                                                 | In casa                                                               | Risultato                                                             | Ospiti                                                                | Competizione                                                          | Reti                                                                  | Note                                                                  |
| --------------------------------------------------------------------- | --------------------------------------------------------------------- | --------------------------------------------------------------------- | --------------------------------------------------------------------- | --------------------------------------------------------------------- | --------------------------------------------------------------------- | --------------------------------------------------------------------- | --------------------------------------------------------------------- |
| 26-3-2008                                                             | Bruxelles                                                             | Belgio                                                                | 1 – 4                                                                 | Marocco                                                               | Amichevole                                                            | -                                                                     | 46’                                                                   |
| Totale                                                                |                                                                       | Presenze                                                              | 1                                                                     |                                                                       | Reti                                                                  | 0                                                                     |                                                                       |

## Palmarès

### Club

#### Competizioni nazionali
- Coppa del Belgio: 1

Gent: 2009-2010